# Красные Луки
Красные Луки (укр. Красні Луки) — ликвидированное село, Лиховский поселковый совет, Пятихатский район, Днепропетровская область, Украина.
Село примыкало к пгт Лиховка, на расстоянии в 0,5 км находится село Полевое.